# Atlètic Club d'Escaldes
L'Atlètic Club d'Escaldes és un club de futbol andorrà de la ciutat d'Escaldes-Engordany.

## Història
El club va ser fundat el 20 de maig de 2002. En acabar la temporada 2003–04 ascendí per primer cop a primera divisió. Jugà en aquesta categoria fins a la temporada 2006–07. Fins al 2015 vestia samarreta a franges grogues i blaves, horitzontals o verticals. Més tard adoptà el color grana, per tornar al blau original posteriorment.
| Uniforme original | Uniforme alternatiu | Unifomre 2016-2019 |

## Palmarès
- Lliga andorrana de futbol:
  - 2022-23
- Segona Divisió:
  - 2003-04[2]
- Copa Constitució:
  - 2022

## Temporades a Primera Divisió
| Season  |                 | Pos. | J  | G | E | P  | GF | GC | P  |
| ------- | --------------- | ---- | -- | - | - | -- | -- | -- | -- |
| 2004-05 | Primera Divisió | 7    | 20 | 5 | 0 | 15 | 19 | 58 | 15 |
| 2005–06 | Primera Divisió | 6    | 20 | 8 | 4 | 8  | 21 | 27 | 28 |
| 2006–07 | Primera Divisió | 8    | 20 | 4 | 3 | 13 | 18 | 45 | 15 |